# Szeremle
Szeremle es un pueblo ubicado en el distrito de Baja, en el condado de Bács-Kiskun, Hungría.

## Superficie
Posee una superficie de 34,06 kilómetros cuadrados.

## Demografía
Hasta 2023 la población era de 1261 habitantes, con una densidad de población de 37,02 habitantes por kilómetro cuadrado.